# Metopta
Metopta (лат.) — род бабочек из семейства Erebidae.

## Описание
Усики самцов гребенчатые. Брюшко без красных волосков. Вершина завитков глазчатого пятна направлены по направлению наружу и вовнутрь. На передних крыльях имеется белая внешняя перевязь, которая у самца снаружи также оторочена белым, а у самки, помимо внешней перевязи, пространственно между нею и подкраевой линией также белое. Подкраевая линия с двумя крупными выступами. Краевой рисунок не выражен. На задних крыльях имеется белая перевязь.